# Famille Boudet de Puymaigre
Pour les articles homonymes, voir Familles Boudet et Boudet.
La famille Boudet de Puymaigre est une famille éteinte de la noblesse française, originaire du Bourbonnais. Elle s'est distinguée par les fonctions politiques et militaires occupées par ses membres.

## Histoire
D'après les travaux de Gustave Chaix d'Est-Ange, la branche cadette de la famille Boudet s'est fixée en Lorraine sous le règne de Louis XV sous le nom de Boudet de Puymaigre. Elle est originaire du Bourbonnais où elle a longtemps possédé, aux confins de l'Auvergne et de la Combraille, la terre seigneuriale du Mas, en la paroisse de Prémilhat, ainsi que la terre de Combrailles à Viersat. La Thaumassière en a donné au XVIIe siècle une généalogie dans son « Histoire de Berry ». On trouvera les derniers degrés de la filiation dans les Titres, anoblissements et pairies de la Restauration, du vicomte Révérend, dans les « Documents généalogiques sur Metz », de l'abbé Poirier.
Hélion Boudet, à partir duquel la filiation est authentiquement établie, possédait dès 1420 la seigneurie du Mas et était en 1467 lieutenant de la châtellenie de Montluçon pour Jean, duc de Bourbonnais et d'Auvergne. Son fils, Jean Boudet, écuyer, sieur du Mas, épousa Françoise Bessonnat par contrat du 15 avril 1498 ; il a eu deux fils, Jehan et Pierre, tous deux seigneurs du Mas, qui rendirent foi et hommage au roi à cause de ce domaine le 4 septembre 1549 et qui furent les auteurs de deux branches.
Le rameau cadet de cette branche s'éteignit en la personne de Louis Gilbert Boudet du Mas, écuyer, qui fut chevalier de Saint-Michel, gouverneur de Chalon et écuyer de Gaston, duc d'Orléans.
Jean Boudet, sgr du Mas, auteur de la branche aînée, épousa Françoise de Moussy, fille de Jean de Moussy et Péronnelle de Saint-Georges. Il fut père de Nicolas Boudet, écuyer, sgr du Mas, archer des gardes du Roi, qui épousa Marguerite de Saint-Julien, par contrat du 24 mai 1563, grand-père de François Boudet, écuyer, sgr du Mas, qui épousa Marguerite de Beaufort par contrat du 10 février 1600, et bisaïeul de Gaspard Boudet, sgr du Mas, qui épousa Michelle de Culant par contrat du 5 décembre 1624. Ce dernier laissa deux fils, Pierre Boudet, sieur du Mas, et François Boudet, sieur de Prémilhat, qui furent maintenus dans leur noblesse en 1667, sur preuves remontant à 1420, par jugement de l'intendant Lambert d'Herbigny. L'aîné de ces deux frères, Pierre, avait épousé, le 28 juin 1660, Charlotte de Bize, fille de Gabriel de Bize (1600-1651) et Marguerite de Salignac, héritière de la seigneurie de Puymaigre, près de Boussac, dont les descendants conservèrent le nom de Boudet, et portèrent le titre d’écuyer, sieur de Prémilhat, de Combrailles et de Puymaigre. Ils firent enregistrer leur blason à l'Armorial général de 1696 (registre d'Issoudun).
Pierre Boudet, écuyer, seigneur du Mas, de La Vernoelle, de Beaulieu et de Combrailles, fut jugé coupable d’avoir tué M. de Puygirault à Lépaud (Creuse), à l’occasion d’une foire, lors d’une rixe survenue entre plusieurs gentilshommes le 17 janvier 1673. Il obtint des lettres de rémission, mais dut indemniser la famille de la victime, ce qui entraîna la vente du château du Mas de Prémilhat à Nicolas Alamargot en 1679.
Son fils, Gilbert, seigneur du Mas et de Combrailles (1653-1742). 
D’où Godefroy Boudet, seigneur de Prémilhat (1675-ca 1768). 
D’où Pierre Boudet, écuyer, seigneur de Prémilhat (1708-1784 à Châtres, commune de Soumans, 23).
D’où Étienne Boudet (du second mariage de Pierre avec Gilberte de Solignac), écuyer, seigneur de Prémilhat, né à Châtres, commune de Soumans, le 14 août 1777, qui se maria avec Marie-Madeleine Duchier de La Courcelle, à Fougères, commune de Bord-Saint-Georges, le 19 février 1798. Il est décédé le 24 février 1842 à Châtres, commune de Soumans (Creuse). D’où une fille, Marie-Trinité Boudet (Soumans 1810-Verneiges 1895).
Pour la branche cadette : François Boudet, écuyer, Sgr de Puymaigre et de Sioudray, lieutenant-colonel au régiment de Normandie, chevalier de Saint-Louis, vint se fixer à Metz après le mariage qu'il contracta dans cette ville le 15 avril 1728 avec Anne-Élisabeth. fille du baron de Bock. Son fils, François-Gabriel Boudet, Sgr de 1729, eut une belle carrière militaire et arriva en 1784 au grade de maréchal de camp ; il prit part en 1789 aux assemblées de la noblesse tenues à Metz et à celles tenues à Vic. Il avait successivement épousé deux demoiselles Muzac, filles d'un président des requêtes au parlement de Metz. Il eut du second lit un fils, Jean-Alexandre de Puymaigre, né à Metz en 1778, directeur des contributions indirectes en 1815, préfet en 1820, gentilhomme honoraire de la chambre du Roi, marié en 1809 à Mlle de Gargan, décédé en 1843, qui reçut le titre héréditaire de comte par lettres patentes du 2 avril 1822. Théodore-Joseph, comte de Puymaigre, fils de celui-ci, né à Metz. En 1816, marié en 1843 à Mlle de Crépy, a été président de l'Académie de Metz, il a été le père du comte Henri Boudet, né à Metz en 1858, marié en 1890 à Mlle d'Harcourt.
La famille Boudet du Mas et de Puymaigre a fourni des officiers distingués dont trois chevaliers de Saint-Louis.

## Personnalités
- Jean François Alexandre Boudet de Puymaigre
- Théodore-Joseph Boudet de Puymaigre
- Henri François Joseph Boudet de Puymaigre

## Titres et armoiries
- Comte de Puymaigre.
- Armoiries :

« d'or à un demi-vol de sable. - Couronne de Comte. Supports : Deux lions d'or. »

## Généalogie
- Hélion Boudet, sgr du Mas (?-1467)
  - Jean Ier Boudet, sgr du Mas X (1498) Françoise Bessonnat
    - Jean II Boudet, sgr du Mas (?-1549)
      - Nicolas Boudet, sgr du Mas X (1563) Marguerite de Saint-Julien
        - François Ier Boudet, sgr du Mas X (1600) Marguerite de Beaufort
          - Gaspard Boudet, sgr du Mas, de Prémilhat et de Combraille (?-1636) X (1624) Michelle de Culant
            - François II Boudet, sgr du Mas et de Prémilhat (1660) Charlotte de Bize (1639-?)
              - François Boudet de Puymaigre, sgr de Puymaigre et de Sioudray (?-1747) X (1728) Marie de Bock (1692-?)
                - Gabriel Boudet de Puymaigre, dit le marquis de Puymaigre (1729-1801) X Claire de Muzac puis Thérèse de Muzac
                  - Jean François Alexandre Boudet de Puymaigre, comte de Puymaigre (1778-1843) X (1809) Anne de Gargan (1788-1852)
                    - Théodore-Joseph Boudet de Puymaigre, comte de Puymaigre (1816-1901) X Marie-Caroline Pyrot de Crépy
                      - Henri François Joseph Boudet de Puymaigre, comte de Puymaigre (1858-1940) X (1890) Catherine d'Harcourt (1859-1944)
                        - Gilberte Boudet de Puymaigre (1892-1991) X Gaston Émé de Marcieu (1890-1950)
                        - Jean Boudet de Puymaigre (1894-1914)

                      - Louise Boudet de Puymaigre X David du Boys de Riocour (1845-1931)

            - François Boudet, sgr de la Jaunais
            - Pierre Boudet, sgr de la Vernouaille X (1647) Suzanne de Bize (1632-?)

          - Marie Boudet

    - Pierre Boudet, sgr de la Mathérée X Marguerite de Fournoux
      - Antoinette Boudet X (1574) Sulpice de Rochedragon, sgr de Perdechat

## Alliances
Bessonnat (1458), de Moussy (1530), de Fournoux (1550), de Saint-Julien (1563), maison de Rochedragon (1574), Bohier (1590), Alamargot (1598), de Beaufort (1600), de Culant (1624), de Bize (1647, 1660), de Bock (1728), Duchier de La Courcelle (1798), de Gargan (1809), d'Harcourt (1890), du Boys de Riocour, Émé de Marcieu, de Fourneaux, de Muzac, Pyrot de Crépy.